# Швед Олексій Вікторович
Олексій Вікторович Швед (народився 16 грудня 1988 року в Білгороді) — російський професійний баскетболіст, гравець БК ЦСКА (Москва). До кінця сезону 2009/2010 виступав за московське «Динамо» на правах оренди. Грає на позиції атакуючого захисника і розігруючого захисника. Виступав за «Конті» (Санкт-Петербург), «Буревісник» (Білгород), молодіжну команду ЦСКА (Москва), «Хімки». Олексій Швед брав участь у Драфті НБА 2010 року разом з Артемом Забєліним, однак не був обраний ні в першому, ні в другому раунді.
Баскетболом почав займатися в СДЮШОР № 1 м. Білгорода. Першим тренером Олексія був його батько Віктор Миколайович Швед.

## Досягнення
- 2-разовий чемпіон Росії (2007/08, 2008/09) у складі ПБК ЦСКА.
- Переможець Євроліги (2007/08) у складі ЦСКА.
- Переможець молодіжного турніру Євроліги (2005/06) у складі ЦСКА.
- Срібний призер ДЮБЛ (2005/06) у складі ЦСКА.
- Лауреат премії «Золота кошик» в номінації «Найкращий молодий баскетболіст Росії» 2008 року.
- Володар MVP кубка імені Олександра Гомельського (2011/09) у складі ЦСКА.